# Cis arbustensis
Cis arbustensis là một loài bọ cánh cứng trong họ Ciidae. Loài này được Zimmerman miêu tả khoa học năm 1938.